# Серенская волость
Серенская волость (латыш. Sērenes pagasts) — одна из территориальных единиц Айзкраукльского края Латвии. Граничит с городами Яунелгавой, Айзкраукле и с Айзкраукльской, Кокнесской, Яунелгавской, Даудзесской, Скриверской и Сецской волостями своего края.
Крупнейшими населёнными пунктами волости являются: Серене (волостной центр), Дики, Кролиши, Талсиня.
По территории волости протекают реки: Даугава, Дешупите, Иецава, Лауце, Вабульупите. Из крупных водоёмов: Плявиньское водохранилище, Серенский пруд, озеро Валака.

## История
В 1935 году Серенская волость Екабпилсского уезда занимала площадь 206,8 км², с населением 2195 жителей. В 1945 году на территории волости были созданы Серенский и Вецсеренский сельские советы.
После отмены в 1949 году волостного деления Серенский сельсовет поочерёдно входил в состав Яунелгавского (1949—1956), Екабпилсского (1956—1957) районов. В 1954 году к Серенскому сельсовету был присоединён ликвидированный Вецсеренский сельсовет. В 1957 году Серенский сельсовет был упразднён, его земли вошли в состав Яунелгавской сельской территории. В 1995 году Яунелгавская сельская территория была реорганизована в Серенскую волость Айзкраукльского района.
В 1996 году из земель принадлежавших городу Яунелгаве и оказавшихся в составе воссозданной Серенской волости, была вновь сформирована Яунелгавская сельская территория. 
В 2009 году, по окончании латвийской административно-территориальной реформы, Серенская волость вошла в состав Яунелгавского края.
В 2021 году в результате новой административно-территориальной реформы Яунелгавский край был упразднён, а Серенская волость была включена в Айзкраукльский край.